# Solčava (plaats)
Solčava (Duits: Sulzbach) is een plaats in Slovenië en maakt deel uit van de gemeente Solčava in de NUTS-3-regio Savinjska. De plaats telde 524 inwoners op 1 juli 2020.